# ドライビングシミュレーター

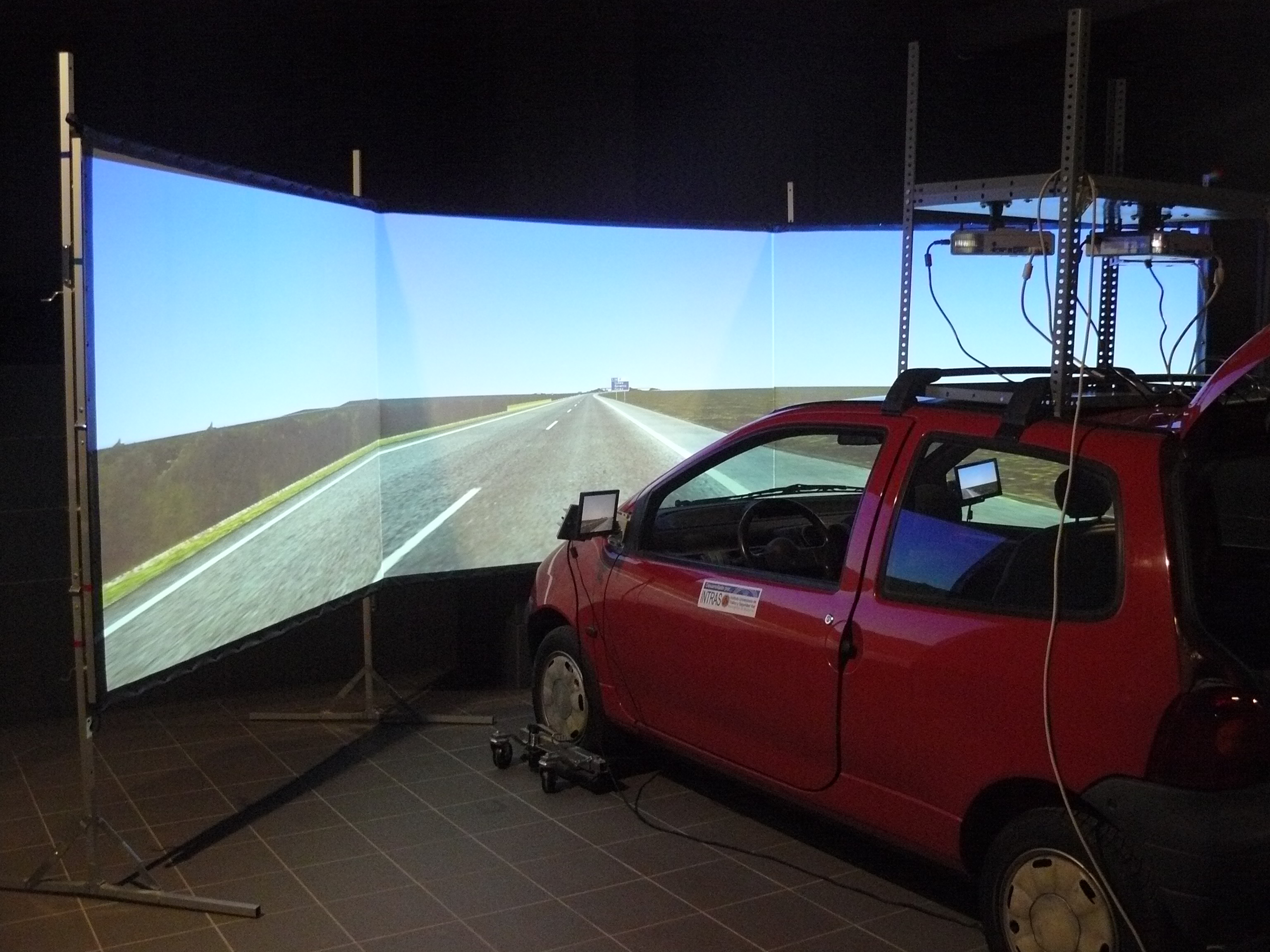
スペインのバレンシア大学が開発した運転手や道路、車載情報システム機器などの評価に使用されるドライビングシミュレーター

ドライビングシミュレーター (driving simulator) とは、自動車の運転・走行をシミュレートする装置である。

## 概要
ドライビングシミュレーターは一般的に、コンピュータを用いており、運転席から見える景色を映すためのモニタ、走行音や衝突音などを出すためのスピーカーを備え、質の高いものでは実車に似せたステアリングハンドル、アクセルペダル、ブレーキペダル、シフトレバー（やクラッチペダル）、そして、揺れを再現するための揺動機構などを備える。
類似のものにオートバイの運転をシミュレートするライディングシミュレーター、自転車の運転をシミュレートする自転車シミュレーター、鉄道車両の運転をシミュレートするトレインシミュレーターの例がある。

## 使途目的
ドライビングシミュレーターの分類方法はいくつかあるが、例えば次のように大きく三つに分けることも可能である。
- コンピュータゲームの一種で、運転を楽しむ目的で用いられるもの（アミューズメント用ドライビングシミュレーター）
- 自動車教習所等で教習生が自動車の運転を学ぶために使用するもの（運転練習用ドライビングシミュレーター）
- 自動車や道路などの設計・改良などに役立てるために、様々な条件下で自動車がどのように走行するかをシミュレートするためのもの（学術研究用ドライビングシミュレーター）

### アミューズメント用
様々なタイプのものがある。例えば自動車の実際の挙動をできるだけ忠実に模擬し体験することを主目的するもの、実在のサーキットでの運転やレースを疑似体験することを主目的とするもの、一般の人が普段運転をすることは困難な乗り物（バス、トラック 等々）の運転を体験するためのもの等である。
ゲーム用コンピュータの処理能力が向上し またシミュレーションソフトウェア制作上のノウハウが蓄積するにつれ、実際の乗り物により近い挙動を体験できるものが増えてきている。1990年代後半以降、プロのレーシングドライバーが、レースコースを覚えるために、実際に実コースを走行する前にまずこのタイプのシミュレータをプレイしてコースへの習熟を図るといった例も多く報告されている（例えばジャック・ヴィルヌーヴの例など）。
一般的な乗用車を実際の交通ルールに従いつつ市街地を走行することを模擬するものや、自動車教習所での運転練習や検定試験をゲーム形式で楽しむ目的のものもある。これらは一応アミューズメント用と分類されるものの、後述の「運転練習用シミュレータ」との中間的な性質のものとも言えよう。
- 実車の物理的な挙動をできるだけ忠実にシミュレートすることを目指したものの代表例（レース系、高速系）
  - ハードドライビン（発売：アタリ。1989年）
  - グランツーリスモシリーズ（企画・開発：ポリフォニー・デジタル、発売:ソニー・コンピュータエンタテインメント。1997年 - ）
  - F355 Challenge（発売：セガ。1999年 - ）
  - エンスージア プロフェッショナル レーシング（発売：コナミ、2005年）
  - Forza Motorsport シリーズ（発売：マイクロソフト。 2005年5月 - ）
  - レースドライバーシリーズ（発売：コードマスターズ、インターチャネル）
  - Live for Speed(LFSマニュアル)（発売：LFS Team）

- 一般人は運転する機会が無い乗り物の運転をシミュレートするもの
  - 東京バス案内（発売：サクセス・フォーティーファイブ）
  - Bus Driver（発売：en:SCS Software）
  - Euro Truck Simulator/Scania Truck Driving Simulator/Euro Truck Simulator 2/American Truck Simulator（発売：SCS Software）
  - パワーショベルに乗ろう!!（発売：タイトー）

- 自動車教習や交通ルールを守る運転をシミュレートするもの
  - 免許の鉄人（発売：セガ）- 後述の運転練習用シミュレーターをアーケードゲームに仕立て直したもの
  - 免許をとろう/免許を取ろうDX（発売：トワイライトエクスプレス）
  - City Car Driving（発売：Forward Development）

### 運転練習用
自動車教習所などで、主に教習生が自動車の運転を学ぶために使用されているものである。
実車を用いると危険が伴う可能性の高い急制動の練習や、地域によっては練習の困難な高速道路や雪道の運転練習、危険予測の練習（どのような状況で、どのような（意外な）事故が起きうるかを体験するもので、「かも知れない運転」の必要性を理解させることもひとつの目的）などに使用されることが多く、現在は多くの自動車教習所で教習生が一度は使用することのある装置である。
また、運転免許試験場にて、交通違反を犯して処分を受けた人などに、再教育をする目的で設置してあったり、博物館などで交通関連の展示物として、交通安全について来館者に対して学ばせたり、運転免許を持っていない人に、車の運転がどのようなものか体験してもらうという主旨で設置してあったりすることもある。
代表的なメーカーは本田技研工業株式会社、株式会社日立ケーイーシステムズ（旧タスクネット株式会社を吸収合併）、三菱プレシジョン株式会社、株式会社セガ・ロジスティクスサービス、EXCITEC株式会社などである。
また、自動車の走行画面などは表示されないが、運転席に付いている装置が一通り搭載されていて、ビデオを見ながら、運転装置の操作手順を学ぶためのシミュレーターも存在するが、これはトレーチャー（自動車教習所によっては『カートレ』）と呼び、一般にはドライビングシミュレーターとは呼ばない。こちらは技能教習の最初に使うことが多い。
この他特殊なものとしては、レーシングドライバーの訓練用に開発されたものがある。特にF1チームなどが使用するものについては、F1カーのコックピットの操作系を完全に再現しているのみならず、走行中の振動などを再現するために油圧制御されるリグなどを備えているとされ、価格も非常に高価である。またF1においては、シミュレーターの性能・機能は各チームの機密情報に属するものとされることが多く、その詳細はほとんどマスコミに出ることがないため、実像に関しては謎が多い。しかし、2020年現在はiRacing/rFactorなど、市販のゲーミングPCで動作するシミュレーターソフトも多数登場しており、廉価なものであれば個人でも入手可能なレベルになっている。

### 学術研究・商業用
道路を建設したり、自動車ならびに関連製品を開発する場合に、自動車の走行をシミュレートするためのものである。実車を用いた実験では危険が伴う場合や、特定の特殊な条件の下での自動車の走行を検証する必要がある場合などに用いる。
また実車の開発期間の短縮や精度向上などを目的として、近年のシミュレーション技術の向上とともに、車両細部の挙動にいたるまで詳細に再現したシミュレーターが採用されつつある。特にF1レースに関しては、ドライビングシミュレーターの質もチームの競争力に影響を与えている。